# Винчестер (винтовка)
Винче́стер (англ. Winchester rifle) — общее название для винтовок и ружей, производившихся Winchester Repeating Arms Company в США во второй половине XIX века.
Винчестеры с перезаряжанием при помощи рычага-спусковой скобы (скоба Генри) и с подствольным трубчатым магазином были одними из первых широко распространившихся многозарядных ружей и пользовались огромной популярностью, хотя их распространённость в США того времени и несколько преувеличена благодаря литературе и кинематографу XX века.

## История

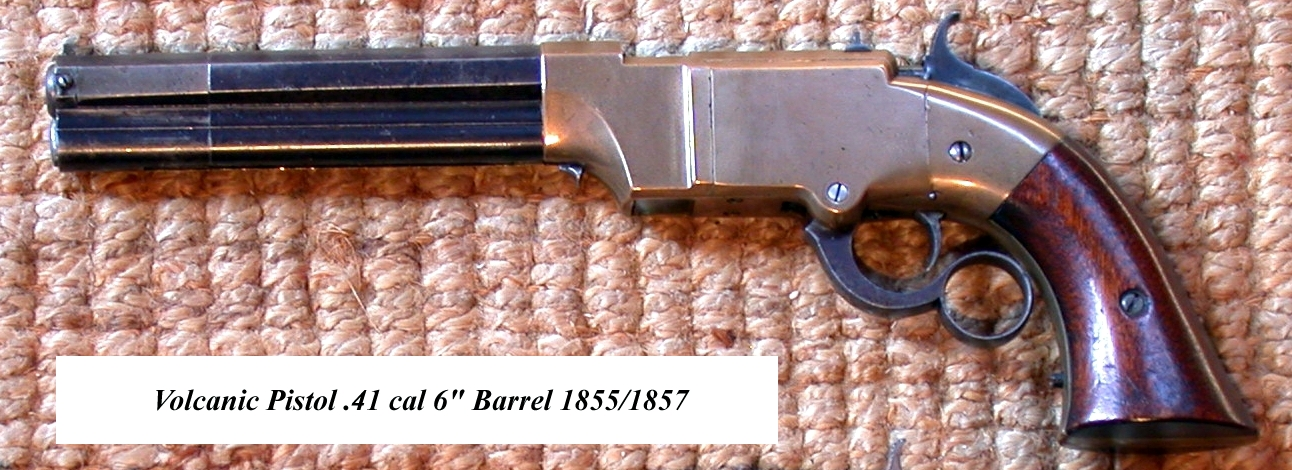
Пистолет «Волканик» (Volcanic).

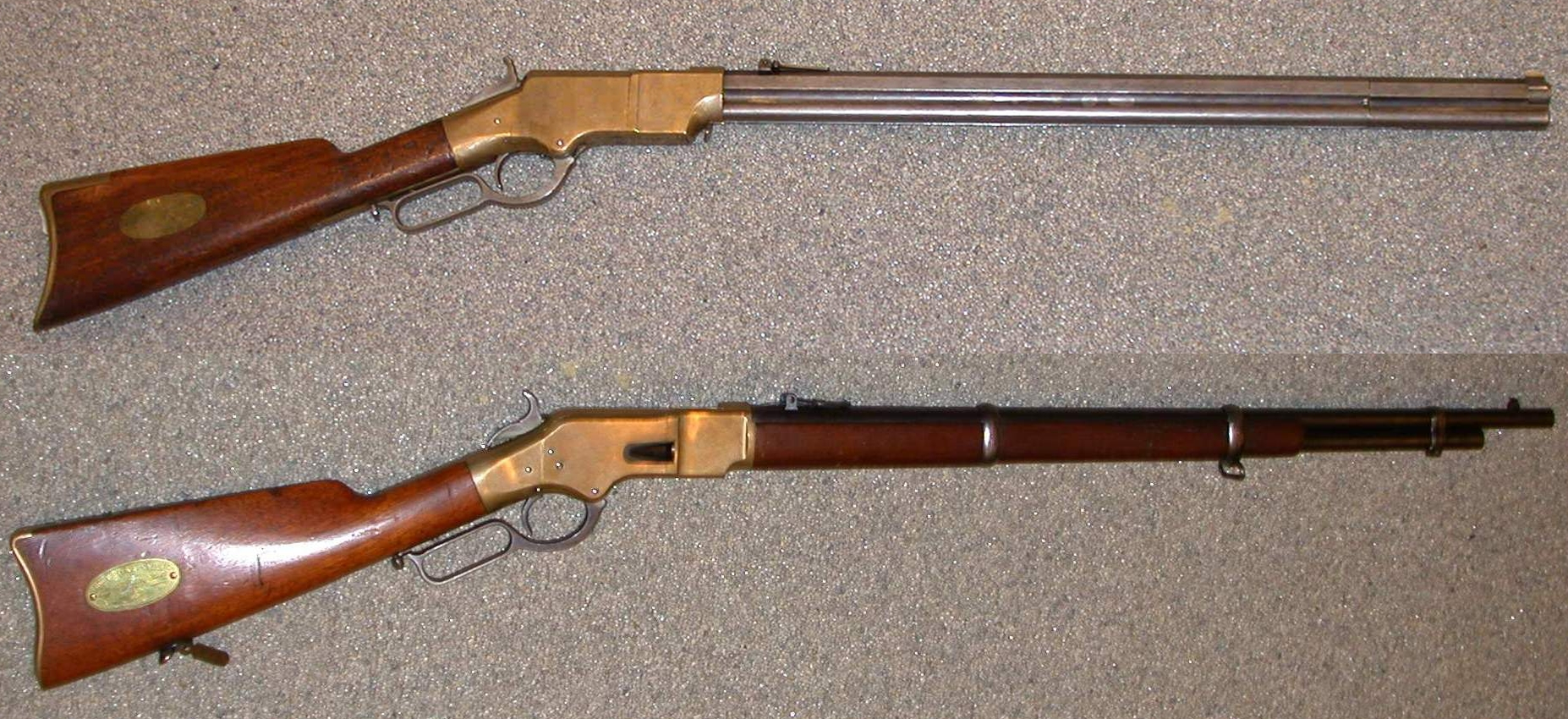
Винтовка Генри 1860 года (вверху) и Винчестер 1866 года.

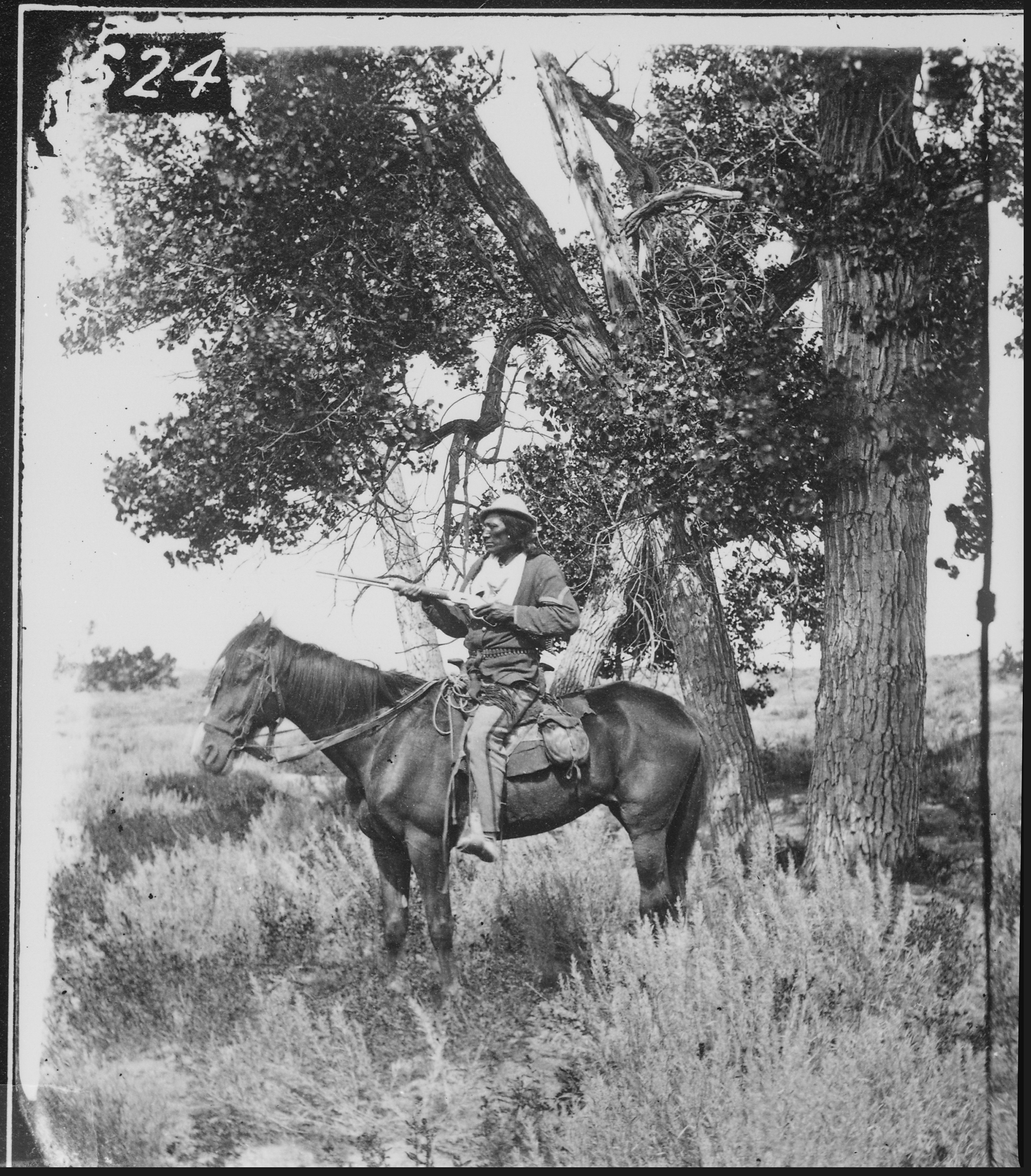
Индейский разведчик Кровавый Нож из отряда Кастера с винтовкой Винчестера в 1873 году.

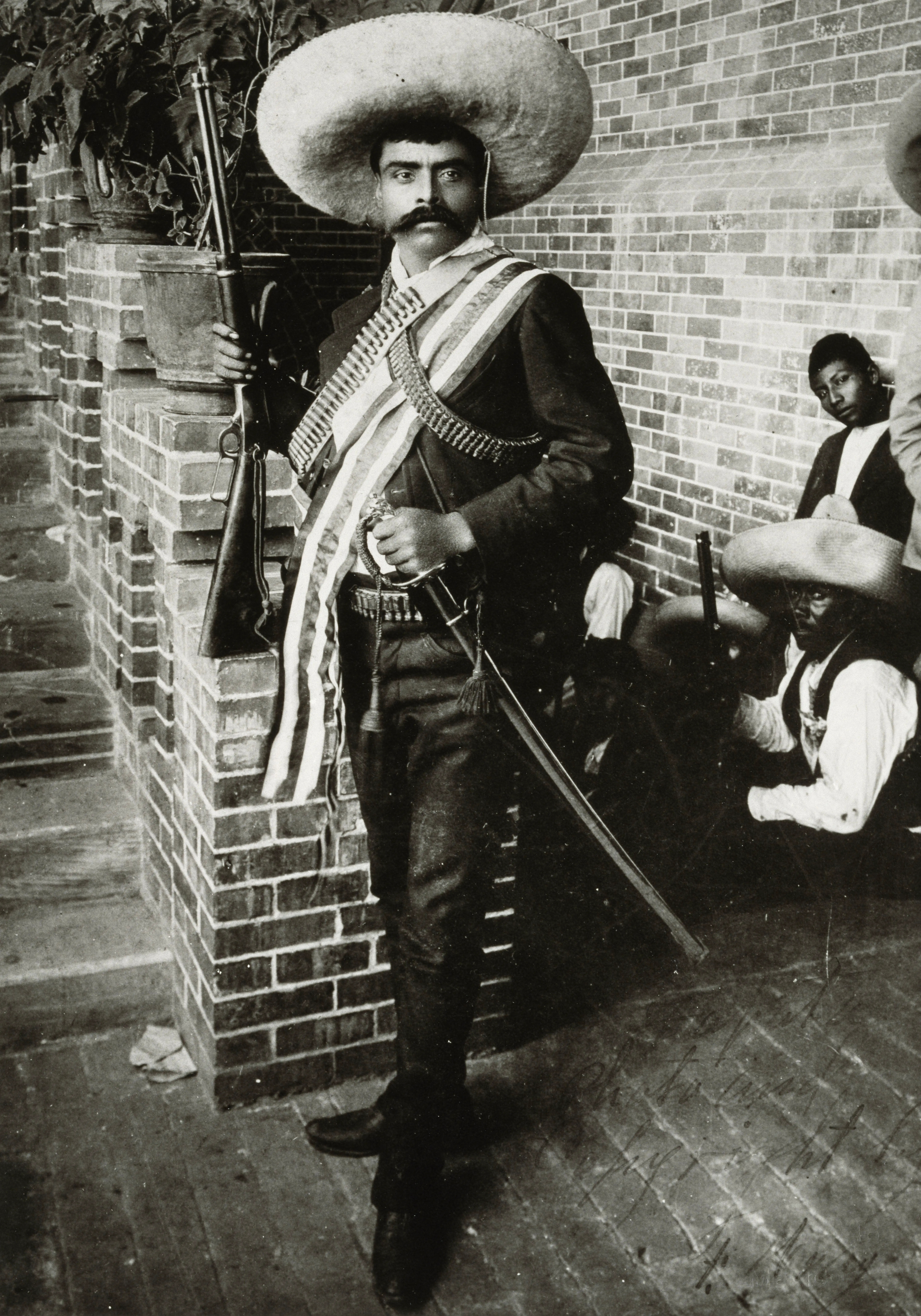
Лидер мексиканской революции Эмилиано Сапата. Фотография конца XIX века

Винтовка с трубчатым подствольным магазином, продольно скользящим затвором и перезаряжанием от рычага, расположенного под шейкой приклада разработана и выпущена в конце 1850-х годов американским изобретателем Генри на основе пистолета «Волканик» фирмы «Смит и Вессон». В 1857 году, после банкротства предприятия, все активы компании выкупил бизнесмен Оливер Винчестер, реорганизовав её в New Haven Arms Company. Компания продолжила выпуск ружей и пистолетов «Волканик» под руководством Бенджамина Тайлера Генри. Помимо этого, Генри продолжил эксперименты с новым типом патронов и успешно переработал ружьё под калибр .44. Так в 1860 году появилось Ружьё Генри. По окончании Гражданской войны, Оливер Винчестер, возглавлявший компанию, переименовал её в Winchester Repeating Arms Company, и с 1866 года модифицированная винтовка стало выпускаться под названием «Винчестер. Винтовка претерпела некоторые изменения в магазине — теперь он стал наполняться через боковое окошко, а не со стороны дула, как в первоначальном образце. Правда, ёмкость магазина уменьшилась с 15 патронов до 12, но при этом ускорилось заряжание.
Обычно под названием «винчестер» подразумевают наиболее популярную модель 1866 года. Первые рекламные объявления гласили, что опытный стрелок мог израсходовать магазин винтовки за 15 секунд. Это говорит о том, что у этой винтовки была высокая скорострельность — около 60 выстрелов в минуту. К концу 1860-х годов боеприпасы кольцевого воспламенения для винтовок практически перестали использоваться. С появлением патрона центрального воспламенения была выпущена новая винтовка Винчестера — легендарная модель 1873. У этой модели усовершенствованный механизм, а латунная ствольная коробка заменена на стальную. Значительным достижением был новый патрон .44-40 (11 мм), хотя он не произвёл впечатления на артиллерийско-техническую службу армии США, так как являлся довольно слабым патроном, a армии требовалось более мощное оружие. Гражданский рынок, напротив, отнёсся к новому патрону весьма благосклонно, и в 1878 году фирма Colt’s Manufacturing Company выпустила некоторое количество своих «Писмейкеров» и армейских пистолетов двойного действия под патрон .44-40. Это оружие было названо «ФронтиерСиксШутер». Винтовки Винчестера так и не были приняты на вооружение армии, но были очень популярны среди гражданского населения в качестве охотничьего оружия и оружия самообороны и оставалась в массовом производстве до 1919 года.

## Принцип действия

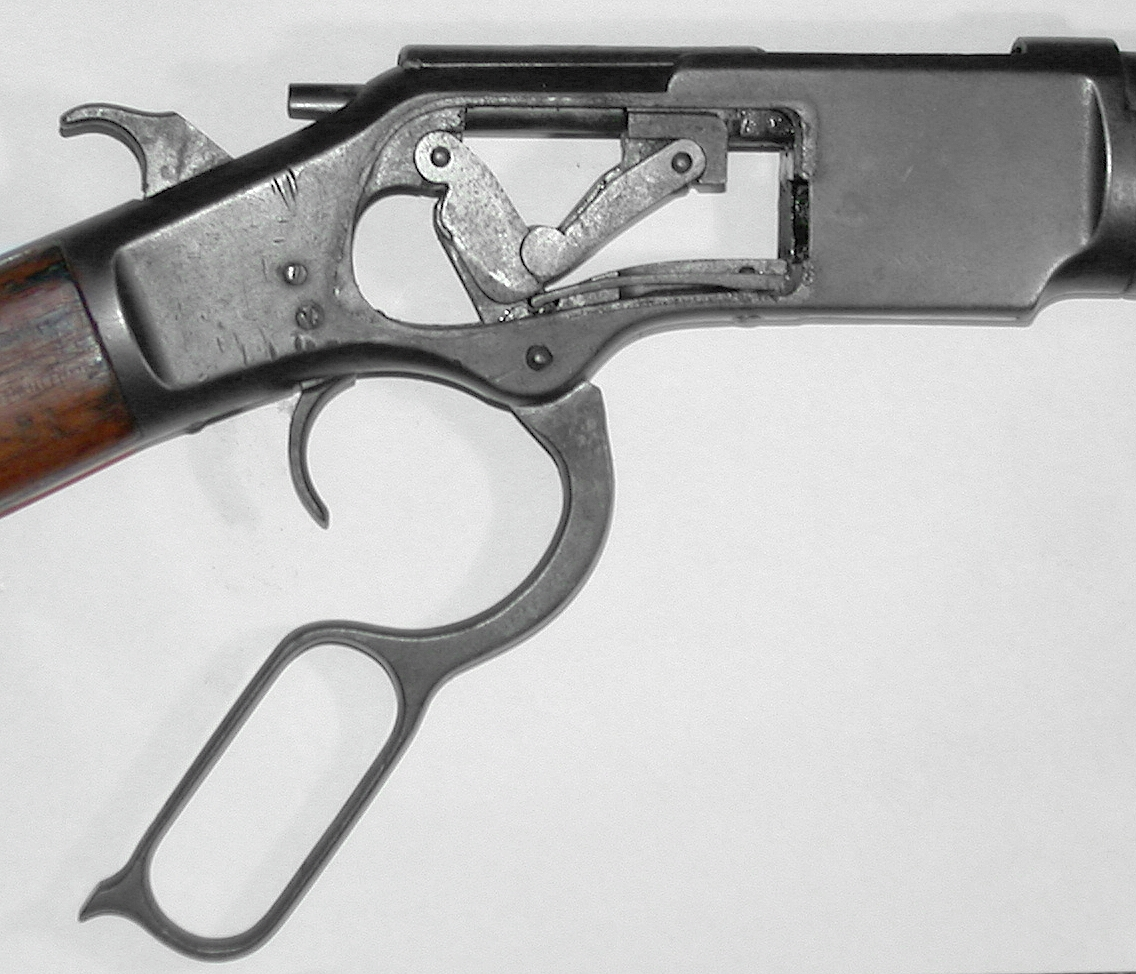
Механизм винтовки 1873 года.

## В культуре

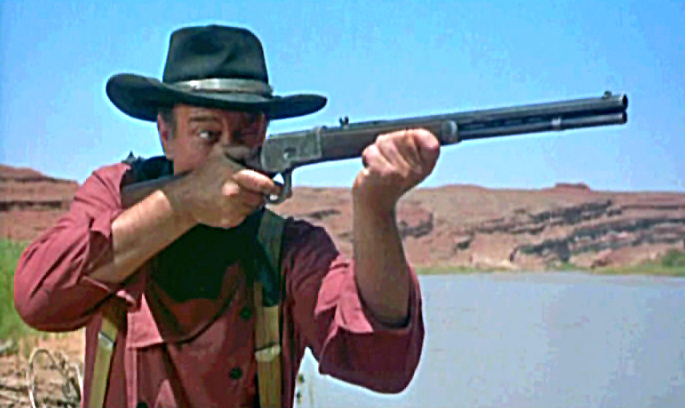
Джон Уэйн в фильме «Искатели» (1956).

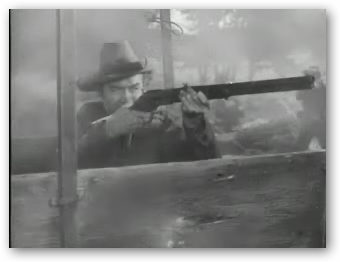
Джеймс Стюарт в фильме «Винчестер '73» (1950)

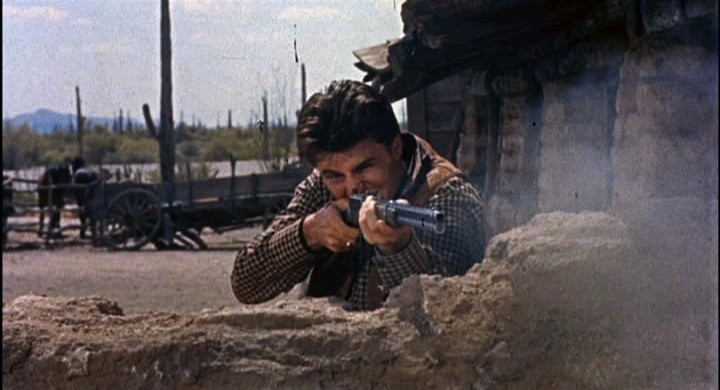
Рик Нельсон в фильме «Рио-Браво» (1959)

Винтовки Винчестер с рычажным взводом фигурируют практически во всех вестернах, действие которых происходит в соответствующий период. Так, например, сюжет фильма Энтони Манна «Винчестер '73» (1950) завязывается вокруг винтовки модели 1873 года, которая разыгрывается как приз на соревнованиях стрелков.
Вследствие широкой известности, винчестеры использовались в фильмах и иных жанров. В научно-фантастическом фильме «Терминатор 2» герой Арнольда Шварценеггера пользовался обрезом гладкоствольного ружья Винчестер модели 1887 года, а в фильме «Назад в будущее 3» винтовкой Winchester пользовался доктор Эмметт Браун в исполнении Кристофера Ллойда. В фильме «На грани» присутствует винтовка Winchester образца 1886 года.
Винчестеры встречаются и в российском кинематографе. В фильме «Турецкий гамбит», в самом начале фильма, Фандорин стреляет в преследующих его турецких солдат из винтовки Winchester образца 1894 года, причём в современном исполнении, хотя действие происходит во время русско-турецкой войны 1877—1878 г.г. В действительности во время русско-турецкой войны применялись винтовки Генри — Винчестера образца 1866 года. В кинофильме «Свои» персонаж Богдана Ступки использует так называемый «русский винчестер» — вариант винтовки Винчестер М1895 под патрон 7,62×54R, которая была произведена в США по заказу Российской Империи и в больших количествах поставлялась в войска.
Винтовки и дробовики Винчестер широко представлены в компьютерных играх. Это оружие присутствует в таких популярных играх, как «Mafia: The City of Lost Heaven», «GTA: San Andreas», в сериях Call of Duty (серия игр), Call of Juarez (серия игр), Fallout (серия игр), Red Dead Revolver, Red Dead Redemption, Red Dead Redemption 2, PUBG и множестве других. В  оружейном симуляторе-игре «World of Guns:Gun Disassembly» можно ознакомиться  с реальным функционированием 3D моделей  Винчестер 1873, Винчестер1897.
Винчестер 1894 года увековечен в известной песне солдат Панчо Вильи «Carabina Treinta Treinta» («Карабин 30-30»).
Мистический триллер Винчестер. Дом, который построили призраки, рассказывает историю наследницы оружейной компании «Winchester Repeating Arms Company» Сары Винчестер, которую сыграла английская актриса Хелен Миррен.

## В технике
Популярное в СНГ обиходное название накопителя на жёстких магнитных дисках — «винчестер» — образовалось от названия винтовки. Созданный компанией IBM первый накопитель с неразъёмным блоком головок и дисков модели 3340, содержавший два модуля по 30 МБ, во время разработки носил внутреннее название «30-30», и руководитель проекта Кеннет Хотон (Kenneth E. Haughton) сказал: «Раз уж 30-30, то это точно Винчестер».